# Jaula

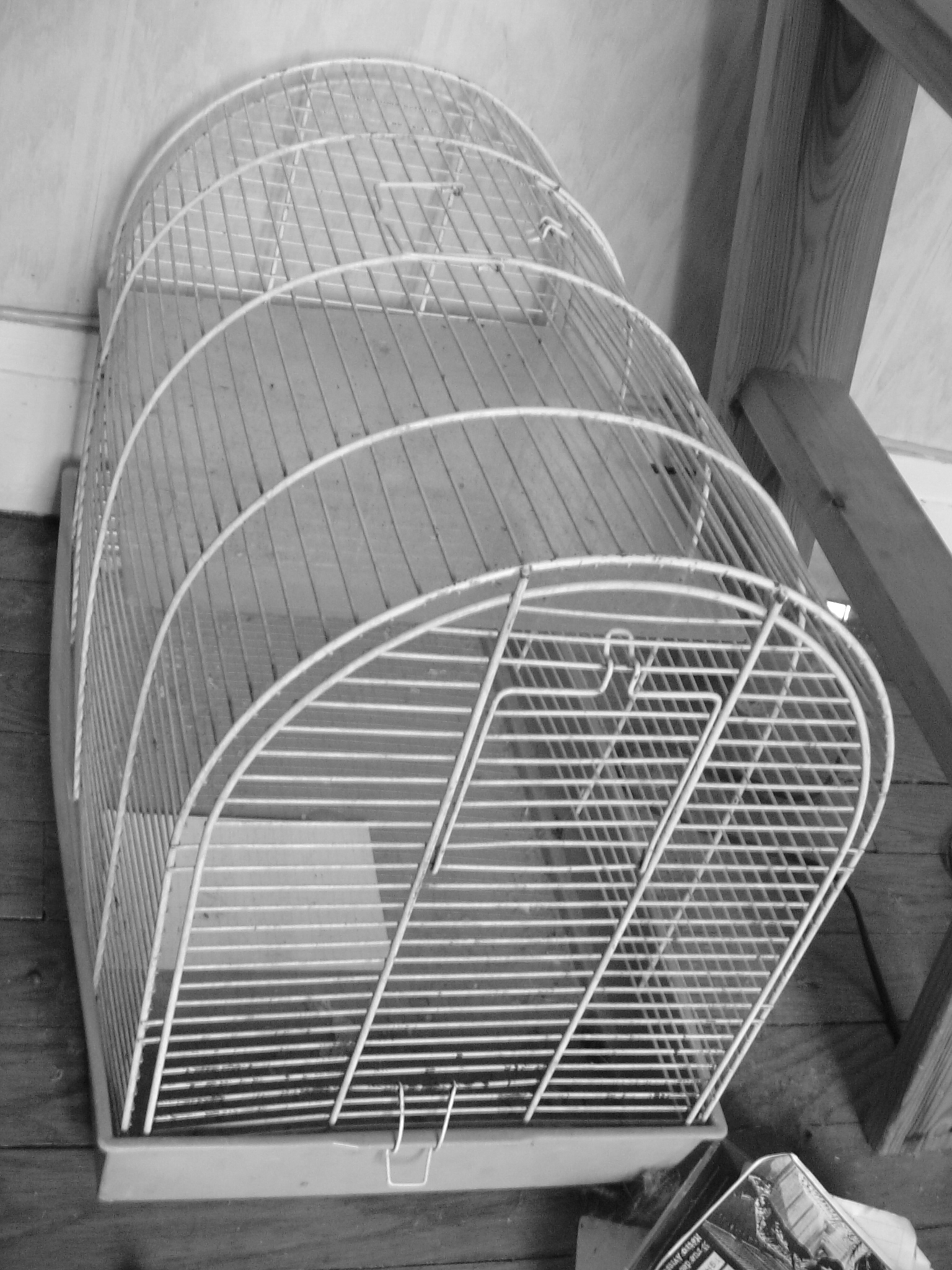
Una jaula.

Una jaula es una caja o espacio cerrado con paredes hechas de enrejados metálicos, de madera, mimbre, alambre u otro material resistente, que se utiliza para mantener animales cautivos, desde fieras salvajes a pájaros. La forma y tamaño depende del animal al que se quiera encerrar y, en los tipos domésticos de cautividad, suelen tener en su interior recipientes para la comida y bebedero para el agua.
Las características de las jaulas difieren en función del animal al que se destinan. 
- Para pájaros, cuentan con perchas y palos para que se posen las aves. Además, tienen comederos y bebederos de diferentes formas y tamaños en función del número y dimensión de los pájaros. También cuentan con bandejas extraíbles para retirar los excrementos. Las jaulas más grandes se suelen denominar pajareras.
- Las jaulas de hámsters contienen accesorios para su entretenimiento como norias, bolas, escaleras, toboganes o pasadizos exteriores. Además, disponen de comederos, bebederos y casitas para que el refugio del animal.
- Las jaulas para conejos pueden incorporar nidos para el crecimiento de las crías, termómetros para el control de la temperatura y bandejas inferiores extraíbles.

## Tipología

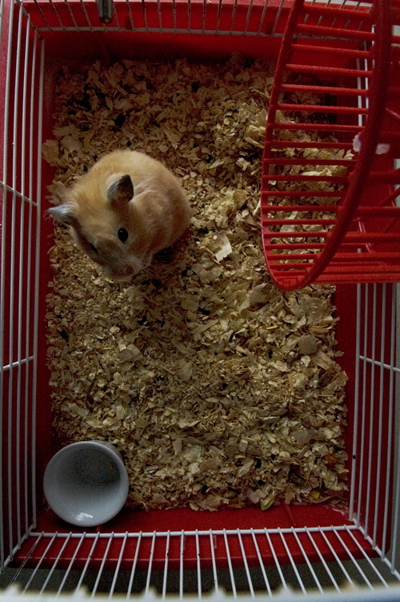
Jaula de hámster
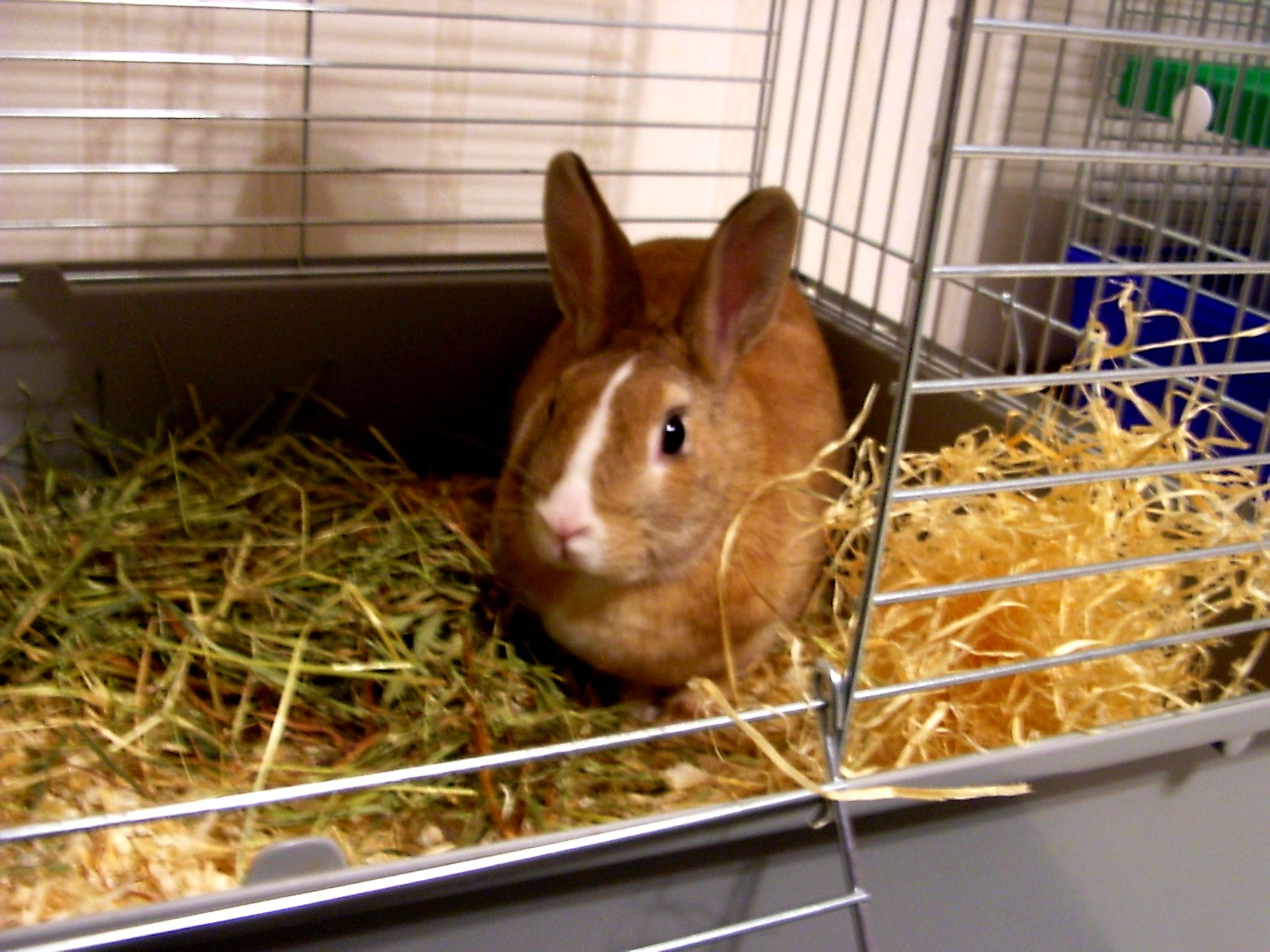
Jaula para conejo
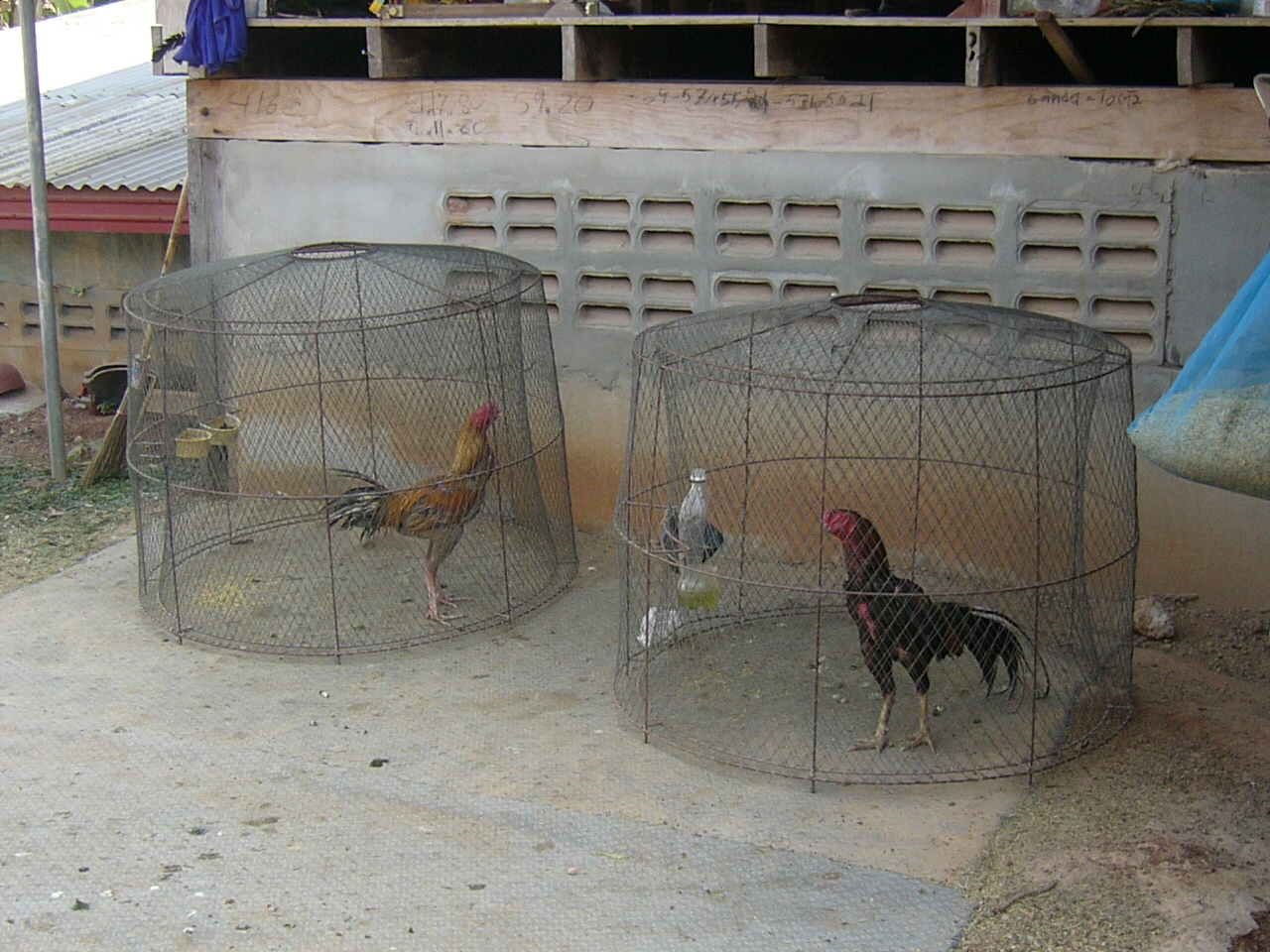
Jaulas con gallos
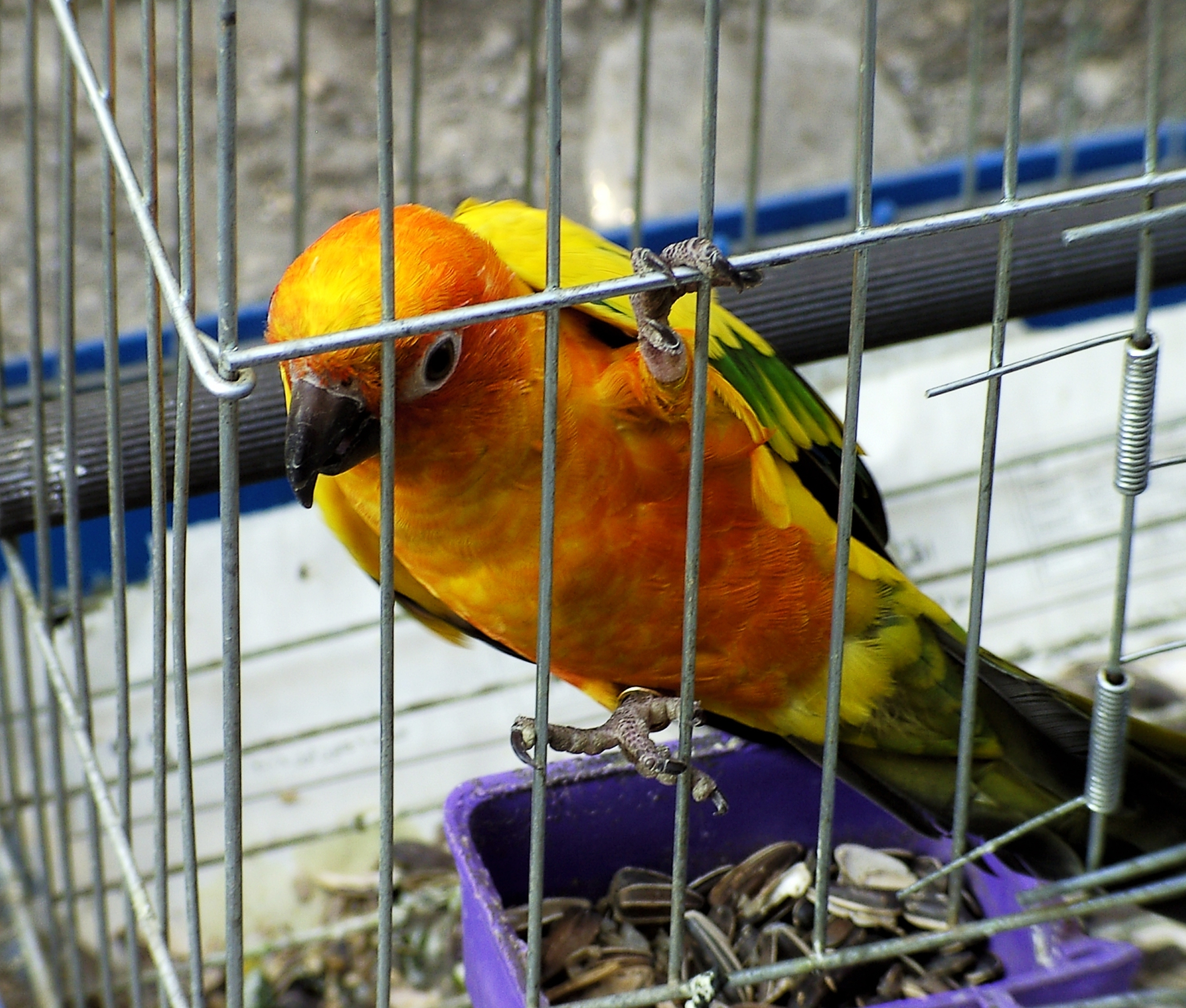
Pájaro en una jaula
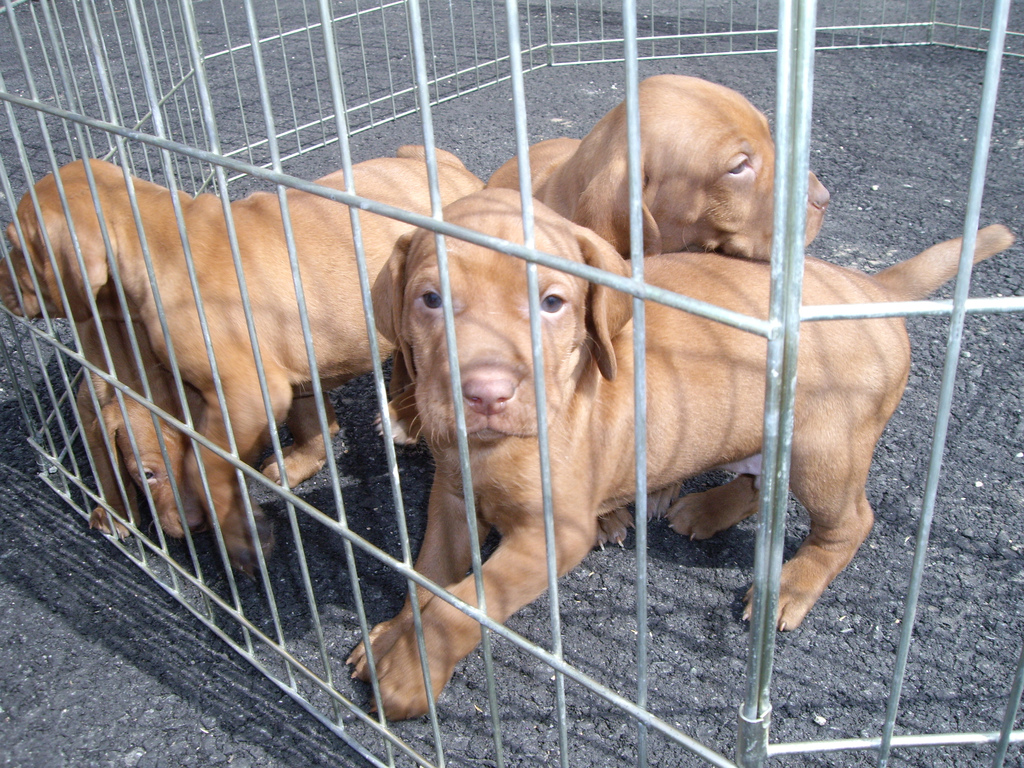
Jaula para cachorros de perro
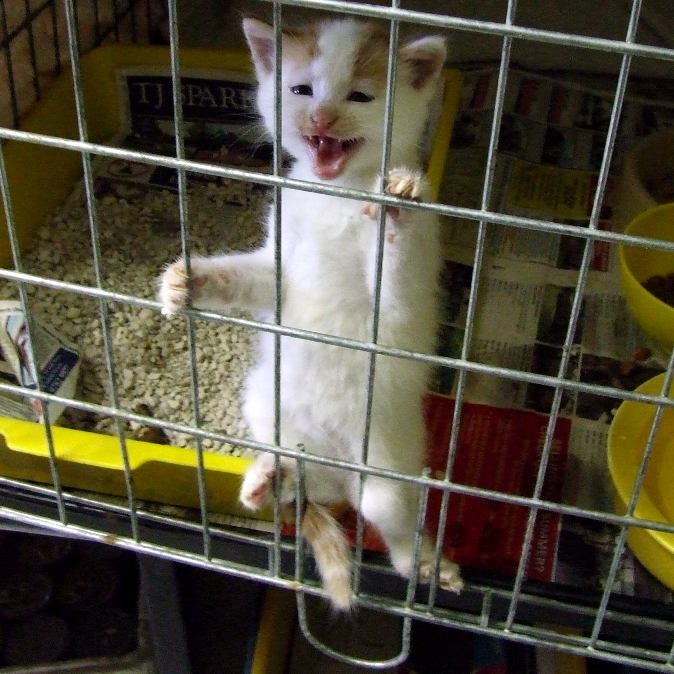
Jaula para cría de gato
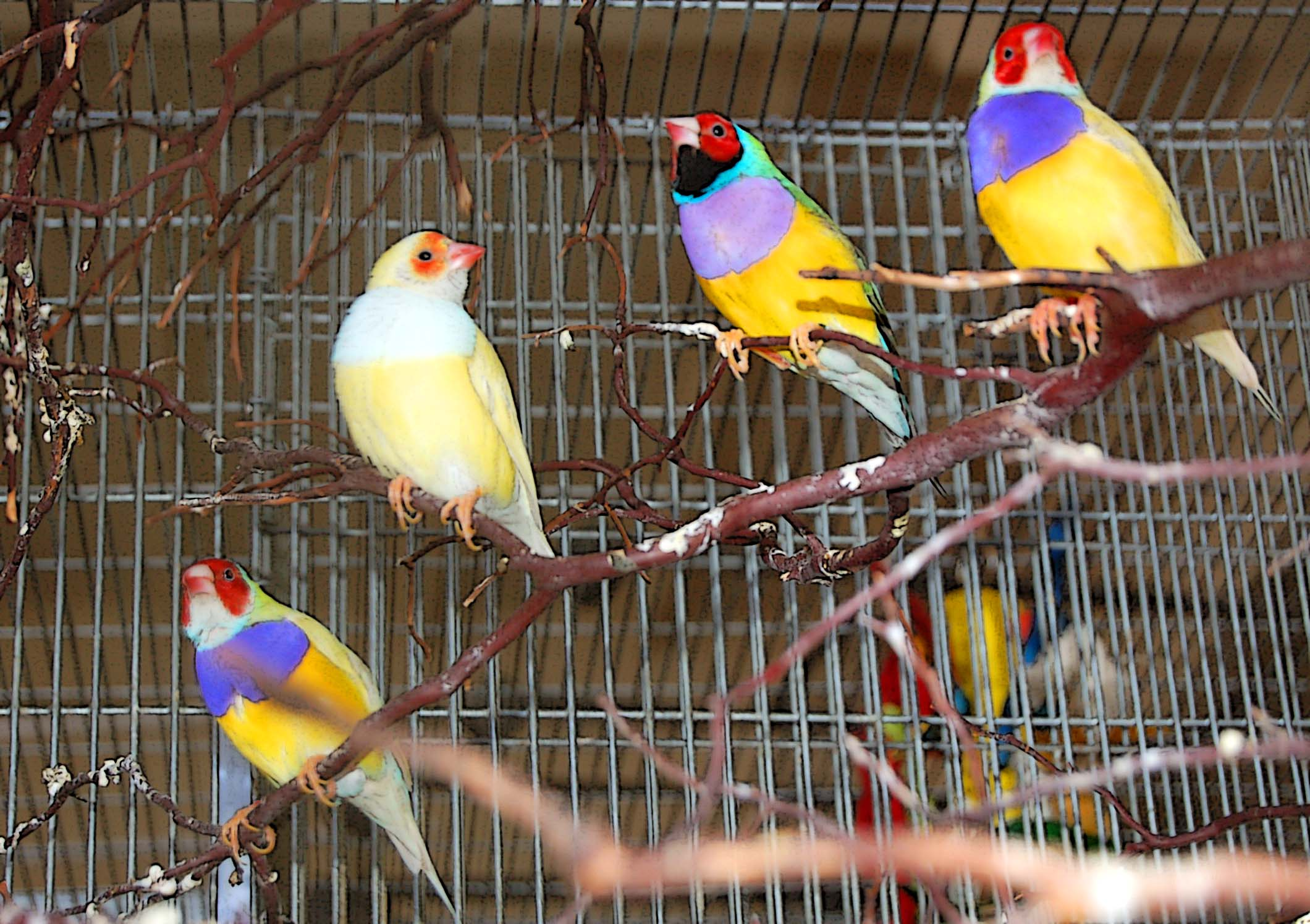
Pajarera